# Nuevo Teatro Alcalá
El Teatro Nuevo Alcalá és una sala de teatre ubicada al carrer de Jorge Juan de Madrid. Anteriorment, es va anomenar Coliseo Pardiñas i després Alcalá Palace.
L'edifici fou projectat el 1922 per l'arquitecte Luis Ferrero Tomás i construït de 1923 a 1924. La sala original es va obrir el 20 de febrer de 1926. El teatre, anomenant-se Alcalá Palace, es va estrenar l'any 1975 el musical Jesucristo Superstar.
Entre 1991 i 2001 va romandre tancat. L'empresari argentí Alejandro Romay el va adquirir aquell any, encarregant la seva recuperació a l'arquitecta Margarita Masso. El 29 de gener de 2003 va tornar a aixecar el teló amb l'espectacle Tanguera. Actualment té capacitat per a més de 1.300 espectadors.
Amb la reforma va guanyar una segona sala, situada al soterrani batejada amb el nom de l'actriu Margarida Xirgu i Subirà; es va obrir el 25 de setembre de 2003 amb l'obra Venècia'.